# 西面 (高槻市)
西面（さいめ）は、大阪府高槻市の町丁。住居表示町名は西面北・西面中・西面南に分かれる。

## 地理
高槻市南部、旧三箇牧村の村域に位置しており、北から西面北・西面中・西面南の3町名が割り当てられている。西面北は田園の中に高槻市立第七中学校等の教育施設や物流倉庫、通信事業所が点在する地区で、東端は大阪府道16号線によって三島江と、北端は玉川三丁目と、西端は府道14号線によって玉川四丁目と接している。西面中は西面北の南隣に位置しており、主として戸建て住宅街が広がる西面地区随一の人口密集地である。東端は府道16号線によって三島江と隔てられているほか、西端は茨木市目垣と接する。また、西面中地区内東端を東海道新幹線が通過する。西面南は西面中の南隣に位置する一帯で、宅地化により田園が虫食い状に残されるのみとなった西面中とは一転してほぼ全域に田園が広がる。北端は府道138号線によって西面中と、東端は三箇牧と、南端は水路によって柱本新町と、西端は高槻・茨木両市の市境でもある水路によって茨木市南目垣と隔てられている。西面南では東海道新幹線の高架は地区内南部を北東ー南西方向に横切っており、工場や運送業者、建材業者などの事業者が新幹線高架に沿って点在している。

## 地名
- 西面北1 - 2丁目
- 西面中1 - 2丁目
- 西面南1 - 4丁目

## 歴史

### 中世
1352年（文和元年）2月8日の総持寺寺領散財田畑目録写で、「水尾島＜壱段＞＜西面村内＞灯油　藤原基氏寄進」と書かれたのが初見。

### 近世
江戸期から1889年（明治22年）まで、西面地域一帯は島上郡西面村に属していた。江戸期には高槻藩領であり、高槻藩高槻組に属した。鎮守は三島鴨神社。1683年（天和3年）には、淀川を挟んで対岸に位置する河内国出口村・三矢村（現枚方市）が外島に新たな堤防を築いたことによる争論があった。

### 近現代
- 1889年（明治22年）4月1日 - 西面村が町村制施行により近隣の唐崎村・三島江村・柱本村と合併し、三箇牧村が発足する。
- 1896年（明治29年）4月1日 - 郡の統廃合を受けて、帰属する郡が三島郡に変更となる。
- 1955年（昭和30年）4月3日 - 三箇牧村が高槻市に編入される。
- 1972年（昭和47年）6月1日 - 西面、三島江より西面北1-2丁目と西面中1-2丁目が、西面より西面南1-4丁目がそれぞれ設置される。

1959年（昭和34年）頃より、府道14号線沿線に工場や倉庫などの事業所が建てられ始めた。

## 世帯数と人口
2024年（令和6年）3月31日現在（高槻市発表）の世帯数と人口は以下の通りである。
| 町丁         | 世帯数  | 人口  |
| ------------ | ------- | ----- |
| 大字西面     | 0世帯   | 0人   |
| 西面北一丁目 | 18世帯  | 25人  |
| 西面北二丁目 | 15世帯  | 40人  |
| 西面中一丁目 | 96世帯  | 190人 |
| 西面中二丁目 | 219世帯 | 428人 |
| 西面南一丁目 | 21世帯  | 45人  |
| 西面南二丁目 | X       | X     |
| 西面南三丁目 | 0世帯   | 0人   |
| 西面南四丁目 | X       | X     |

## 校区
2022年（令和4年）4月現在、市立小・中学校に通う場合、校区は以下の通りとなる。
| 番・番地等 | 小学校               | 中学校             |
| ---------- | -------------------- | ------------------ |
| 全域       | 高槻市立三箇牧小学校 | 高槻市立第七中学校 |

## 事業所
2018年（平成30年）現在の経済センサス調査による事業所数と従業員数は以下の通りである。
| 町丁         | 事業所数 | 従業員数 |
| ------------ | -------- | -------- |
| 西面北一丁目 | 16       | 336      |
| 西面北二丁目 | 2        | 233      |
| 西面中一丁目 | 11       | 166      |
| 西面中二丁目 | 15       | 45       |
| 西面南一丁目 | 9        | 125      |
| 西面南二丁目 | 7        | 31       |
| 西面南三丁目 | 9        | 155      |
| 西面南四丁目 | 13       | 231      |

## 主な施設

### 教育機関
- 高槻市立第七中学校

### 事業所

#### 西面北
- シモハナ物流高槻第一営業所・高槻第二営業所
- NTT西日本西面ビル
- アオキ物流高槻事業所
- グリーン物流本社物流センター
- ダンロップタイヤ近畿カンパニー

#### 西面中
- 谷口興業本社

#### 西面南
- ネクスト本社
- ゲート工業大阪支店
- 末吉建材
- 大軌
- 寿紙器
- 蜂屋乳業高槻工場
- タイガー珈琲工場

### 交通機関
- 阪急バス西面停留所
- 阪急バス西面大橋停留所

なお、高槻市営バス西面口停留所は、「西面」の名を冠するものの、西面地区内ではなく東隣の三島江地区に位置する。

### 寺社仏閣
- 東仙寺
- 正徳寺

## その他

### 日本郵便
西面地区の郵便番号は以下の通りである。
- 西面北：569-0841[5]
- 西面中：569-0842[6]
- 西面南：569-0847[7]